# Scherma ai Giochi della II Olimpiade - Sciabola per maestri
La gara di sciabola per maestri di scherma dei Giochi della II Olimpiade si tenne dal 23 al 27 giugno 1900 a Parigi.

## Risultati

### Primo turno
Il primo turno si tenne il 23 giugno. Gli atleti furono divisi in 4 gironi in cui i primi quattro avanzarono alle semifinali.
La composizione dei gironi è sconosciuta.
| Nazione     | Schermidore      |
| ----------- | ---------------- |
| Francia     | Xavier Anchetti  |
| Francia     | Brun-Biusson     |
| Francia     | Camier           |
| Francia     | Chantelat        |
| Francia     | Charles Clappier |
| Italia      | Antonio Conte    |
| Francia     | François Delibes |
| Belgio      | Hébrant          |
| Austria     | Horvath          |
| Russia      | Yulian Michaux   |
| Francia     | Louis Midelair   |
| Austria     | Milan Neralić    |
| Francia     | Pinault          |
| Italia      | Italo Santelli   |
| Italia      | Orazio Santelli  |
| Russia      | Pëtr Zakovorot   |
| Italia      | Alessandri       |
| Francia     | Aufort           |
| Francia     | Bersin           |
| Francia     | Coquelin         |
| Francia     | Dambremat        |
| Francia     | Dargein          |
| Francia     | Delamaide        |
| Ungheria    | Márton Endrédy   |
| Francia     | Flahaut          |
| Francia     | Gabriel          |
| Stati Uniti | N. Orleans       |
| Francia     | Pietory          |
| Italia      | J. Santelli      |
| Francia     | Schoenfeld       |

### Semifinali
Nelle semifinali gli schermidori vennero divisi in due gironi da otto atleti. I primi quattro si qualificarono per la finale.
Girone A
| Pos. | Nazione | Schermidore      | V | P |
| ---- | ------- | ---------------- | - | - |
| 1    | Italia  | Antonio Conte    | 6 | 1 |
| 2    | Belgio  | Hébrant          | 5 | 2 |
| 3    | Francia | François Delibes | 5 | 2 |
| 4    | Austria | Milan Neralić    | 5 | 2 |
| 5    | Austria | Horvath          | 3 | 4 |
| 6    | Francia | Brun-Buisson     | 1 | 6 |
| 7    | Francia | Charles Clappier | 0 | 7 |
| 8    | Italia  | Orazio Santelli  | 3 | 4 |

Girone B
| Pos. | Nazione | Schermidore     | V | P |
| ---- | ------- | --------------- | - | - |
| 1    | Italia  | Italo Santelli  | 6 | 1 |
| 2    | Russia  | Yulian Michaux  | 6 | 1 |
| 3    | Russia  | Pëtr Zakovorot  | 5 | 2 |
| 4    | Francia | Xavier Anchetti | 4 | 3 |
| 5    | Francia | Chantelat       | 3 | 4 |
| 6    | Francia | Pinault         | 2 | 5 |
| 7    | Francia | Camier          | 2 | 5 |
| 8    | Francia | Louis Midelair  | 0 | 7 |

### Finale
La finale si tenne il 27 giugno.
| Pos. | Nazione | Schermidore      | V | P |
| ---- | ------- | ---------------- | - | - |
|      | Italia  | Antonio Conte    | 7 | 0 |
|      | Italia  | Italo Santelli   | 6 | 1 |
|      | Austria | Milan Neralić    | 4 | 3 |
| 4    | Francia | François Delibes | 3 | 4 |
| 5    | Russia  | Yulian Michaux   | 3 | 4 |
| 6    | Francia | Xavier Anchetti  | 2 | 5 |
| 7    | Russia  | Pëtr Zakovorot   | 2 | 5 |
| 8    | Belgio  | Hébrant          | 1 | 6 |